# Woltoamper
Woltoamper, woltamper (oznaczenie: VA) – wolt × amper, jednostka miary mocy pozornej.
Woltoamper (oraz jego jednostki pochodne: kVA i MVA) jest jednostką używaną do określania mocy znamionowej niektórych urządzeń, na przykład transformatorów energetycznych lub zasilaczy awaryjnych.